# Schlosspark Senftenberg

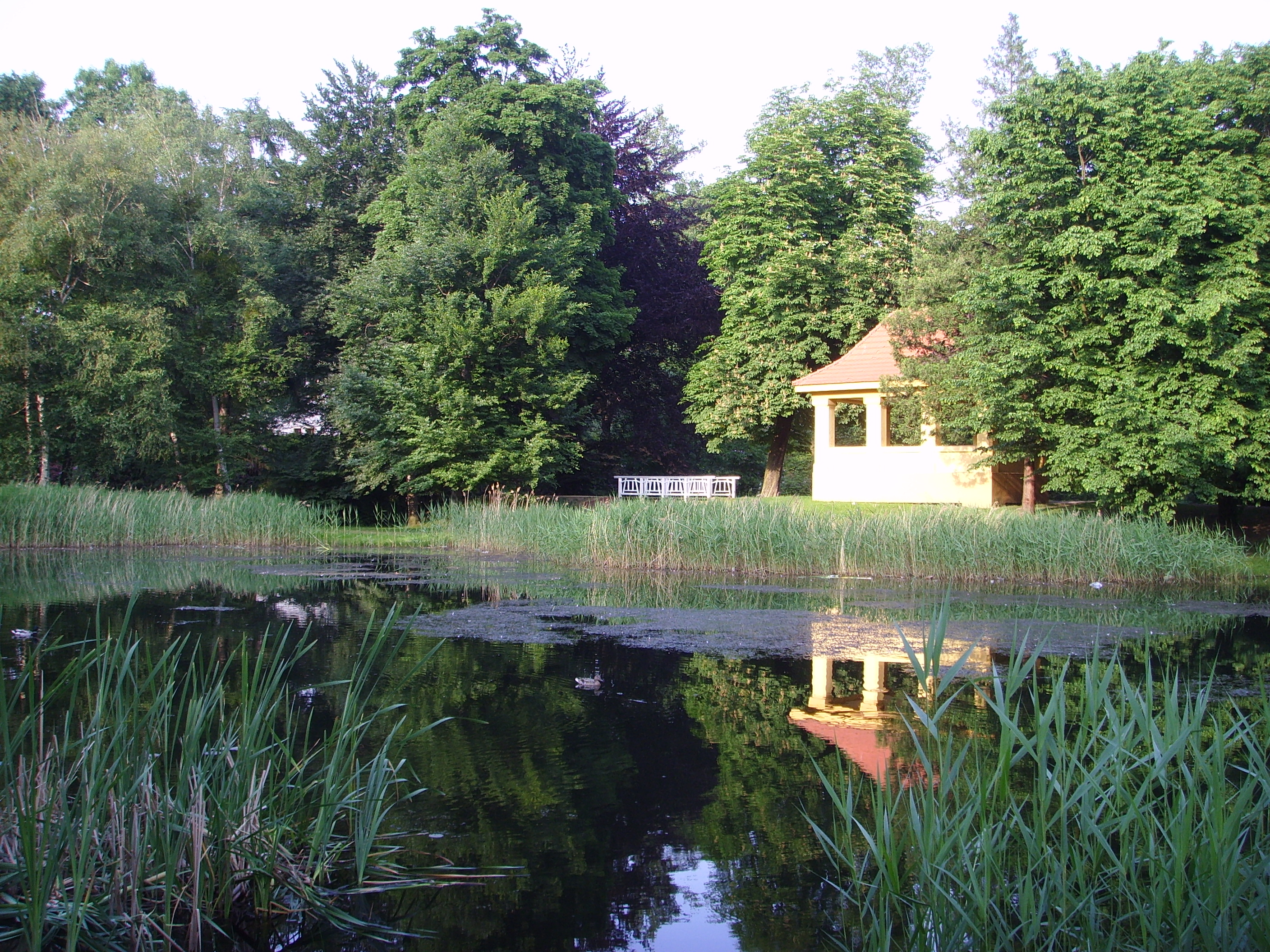
Pavillon im Park

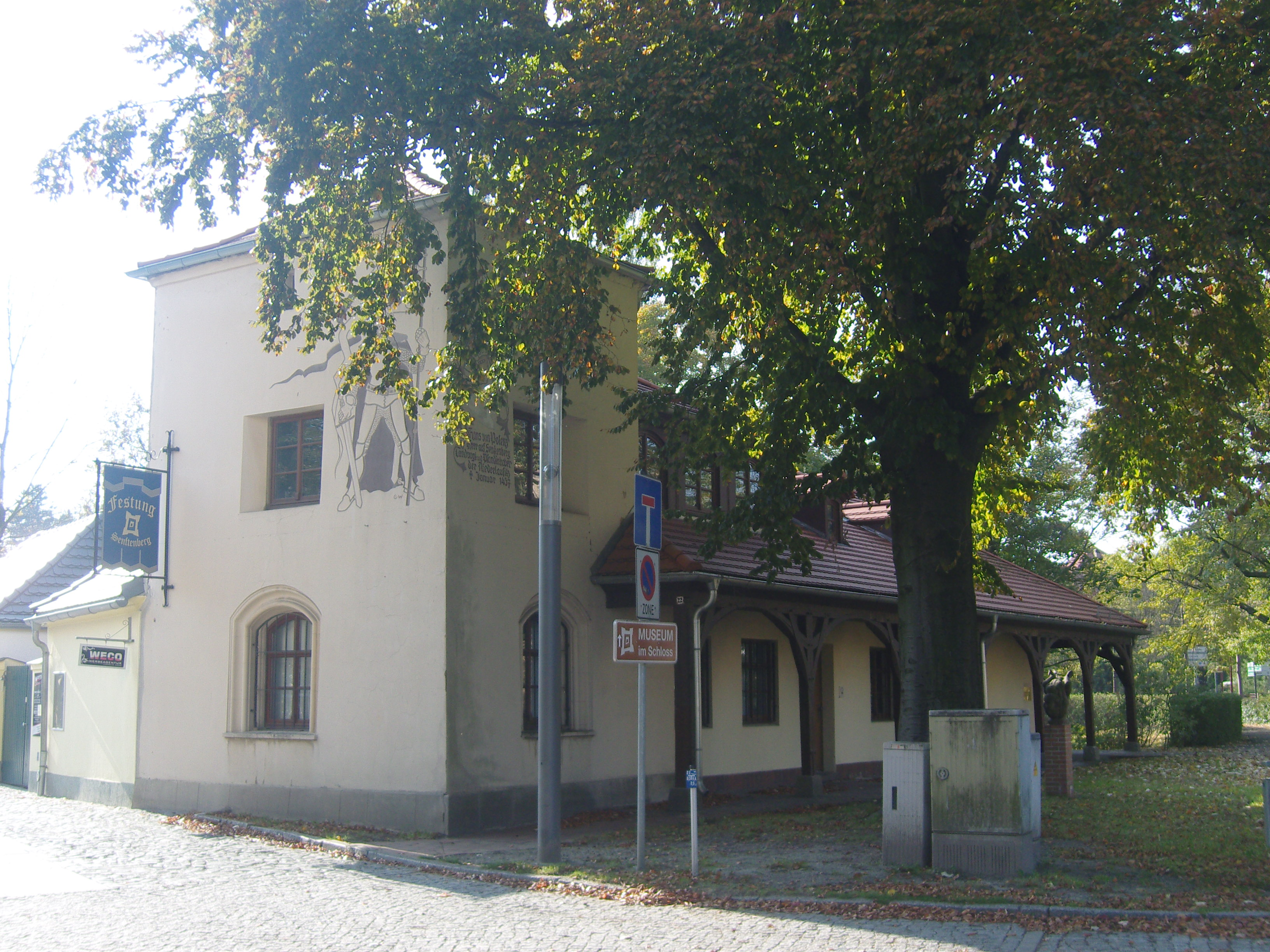
Polenzhaus

Der Schlosspark Senftenberg ist eine denkmalgeschützte Parkanlage in der südbrandenburgischen Kreisstadt Senftenberg. Im Park befinden sich das Schloss Senftenberg und ein Tierpark. Im Süden, Westen und Norden wird er vom Steindamm begrenzt, im Südosten von der Schwarzen Elster und im Nordosten von Wiesen.

## Geschichte
Der Schlosspark wurde ab dem Jahr 1912 während der Amtszeit von Bürgermeister Kieback als Kaiser-Wilhelm-Park angelegt. Dazu wurden Reste des ehemaligen Schlossteichs, der das Schloss umgab, trockengelegt. Der Park verfügt noch heute über seinen ursprünglichen Baumbestand.
Im Jahr 2009 wurde der Schlosspark für rund 400.000 Euro teilweise umgestaltet. Dabei wurden der Zugang zum Schloss mit Granitplatten und Basalt gepflastert sowie zwei Teiche nach historischem Vorbild angelegt.

## Gebäude und Denkmale
Am westlichen Eingang des Schlossparks befindet sich das anlässlich des 500. Sterbejahres von Hans von Polenz 1937 nach dem Entwurf des Stadtbauinspektors Pfau errichtete Polenzhaus. Das zuvor dort stehende Wohnhaus war deshalb 1936 abgerissen worden. Um sich dem Schloss äußerlich anzupassen, erhielt das Polenzhaus einen Turm und Fenster im Renaissancestil, die denen des Schlosses nachempfunden waren. Der Turm ist mit einem Sgraffito von der Hand des Senftenberger Künstlers Günther Wendt verziert, das Hans von Polenz mit der Niederlausitzer Wappenfahne zeigt. Heute beherbergt das Gebäude eine zum Kreismuseum gehörende Galerie. Nebenan sind zwei Plastiken aufgestellt: der Akt Sitzende Frau von Siegfried Krepp und die Polyesterplastik Mutter mit Kind von Ernst Sauer. Der Akt wurde im August 2017 gestohlen.

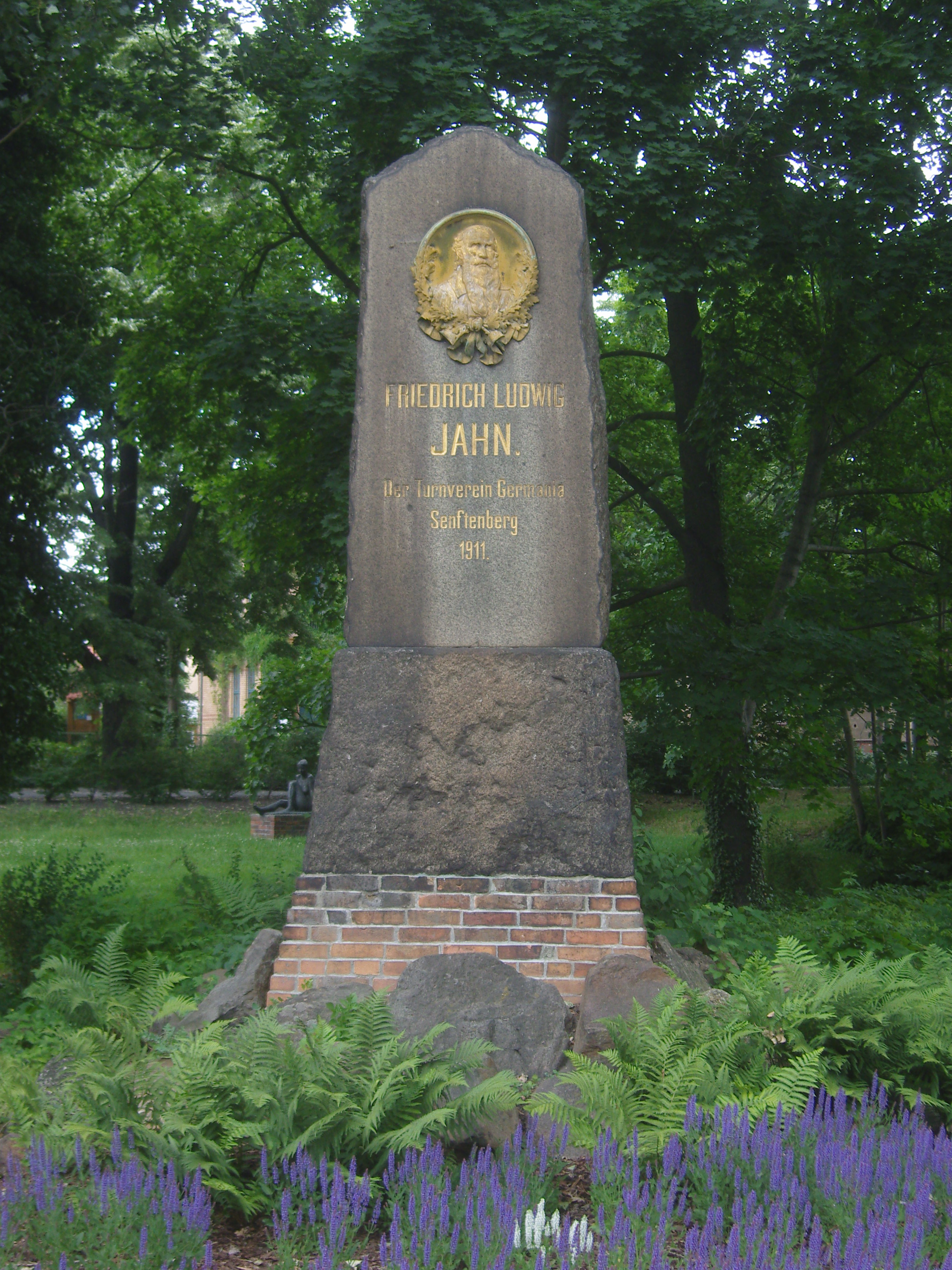
Jahndenkmal

Das südöstlich des Polenzhauses stehende Denkmal für Friedrich Ludwig Jahn wurde zwischen Ende Juni und Ende August 1911 vom Turnverein Germania errichtet; die Fläche hatte die Stadt Senftenberg kostenlos bereitgestellt. Anlässlich der Einweihung des Denkmals am 20. August 1911 fand ein Turnerfest in Senftenberg statt.
Am 23. August 1925 wurde ein von Schurig aus Dresden geschaffenes Ehrenmal aus Postaer Sandstein für die 528 Gefallenen und Opfer des Ersten Weltkriegs aus Senftenberg eingeweiht, von dem heute nur noch Reste erhalten sind. Sie befinden sich unweit der Wendischen Kirche.

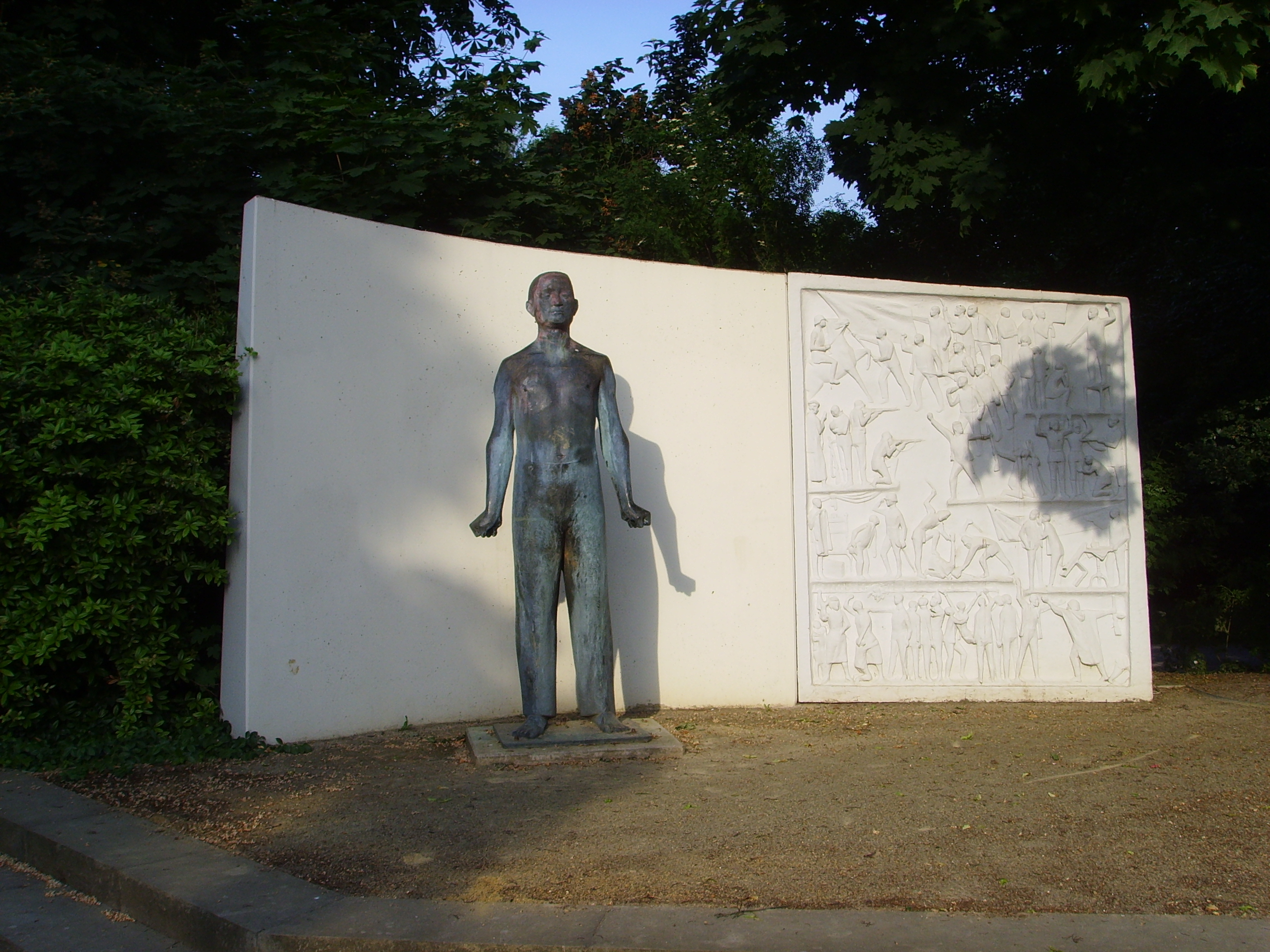
Mahnmal für Opfer des Faschismus und Militarismus

Im Jahr 1962 entstand ein Mahnmal für die Opfer des Faschismus und Militarismus, das vom Senftenberger Künstler Ernst Sauer stammt.
Reste des ehemaligen Schlossteichs befinden sich im Ostteil des Parks, sie werden durch eine Bogenbrücke optisch in einen sogenannten großen und kleinen Teich geteilt. Zum Teil werden sie über unterirdische Kanäle, die das Schloss östlich und nördlich umfließen, aus der Schwarzen Elster gespeist. Am großen Teich befindet sich ein ostasiatisch anmutender Pavillon.
Südlich des Schlossparks, am ursprünglichen Schlossteich, befand sich die Amtsmühle, deren Mahlzwang einst 17 Dörfer unterlagen, und die noch bis Anfang des 20. Jahrhunderts in Betrieb war. 1551 war sie bereits mit sechs Mahlgängen sowie einem Stampf- und einem Walkgang ausgestattet; eine Schneide- und Ölmühle wurden im Rahmen einer Erweiterung hinzugefügt. Am ehemaligen Standort der Amtsmühle befinden sich heute die Reste der ehemaligen Lehragksmühle.

## Baumbestand
Der Park verfügt über einen artenreichen Baumbestand. Dazu gehören unter anderem  Eschen-Ahorn (Acer negundo), Spitzahorn (Acer platanoides), Bergahorn (Acer pseudoplatanus), Weiße Rosskastanie (Aesculus hippocastanum), Rote Rosskastanie (Aesculus × carnea), Schwarzerle (Alnus glutinosa), Gemeine Birke (Betula pendula), Weißbuche, Hainbuche (Carpinus betulus), Eingriffeliger Weißdorn (Crataegus monogyna), Rotbuche (Fagus sylvatica), Geweihbaum (Gymnocladus dioicus), Europäische Lärche (Larix decidua), Persisches Eisenholz (Parrotia persica), Zirbelkiefer, Arve (Pinus cembra), Pyramidenpappel (Populus nigra „Italica“), Süßkirsche, Vogelkirsche (Prunus avium), Scharlach-Eiche (Quercus coccinea), Stiel-Eiche (Quercus robur), Rot-Eiche (Quercus rubra), Robinie, Falsche Akazie (Robinia pseudoacacia), Sumpf-Zypresse (Taxodium distichum), Winter-Linde (Tilia cordata), Sommer-Linde (Tilia platyphyllos), Krim-Linde (Tilia × euchlora), Bergulme (Ulmus glabra) und Feldulme (Ulmus minor). Der NABU Regionalverband richtete einen virtuellen Baumlehrpfad ein, auf den mit zwei Hinweistafeln mit QR-Codes hingewiesen wird.

## Tierpark

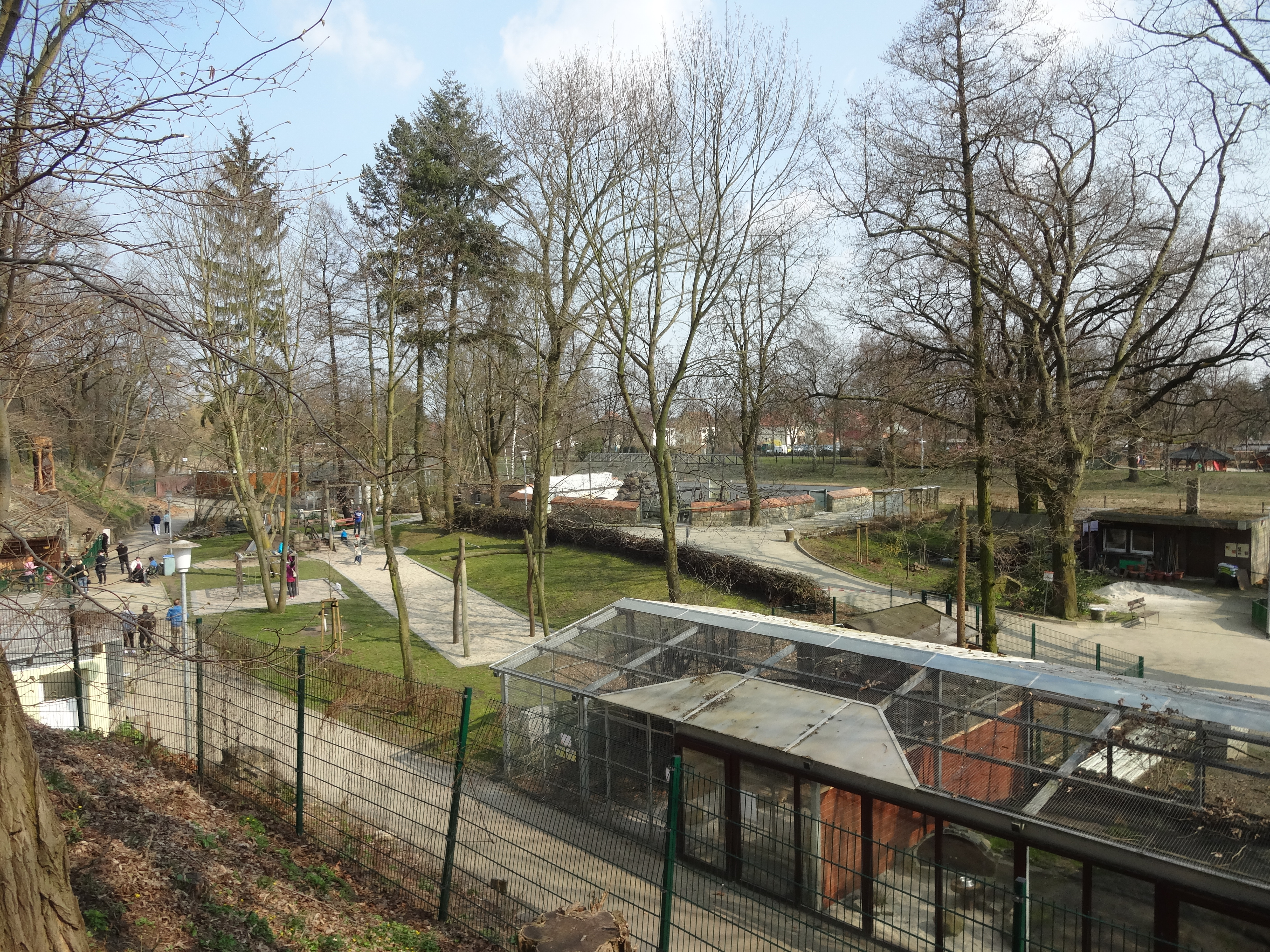
Gesamtansicht des Tierparks

Der Senftenberger Tierpark befindet sich ebenfalls im Schlosspark und wird begrenzt durch die Wallanlage der Festung und die Schwarze Elster. Am 12. Juni 1931 wurde er mit einheimischen Tieren, einem schwarzen Edelhirsch, einem Damwild- und einem Rehpaar sowie einem Schwanenpaar besetzt. 1937 kamen viele Vögel, Heidschnucken, Perlhühner, Langohrziegen, Iltisse, Biber und Waschbären, Affen und ein Reitesel hinzu. Im Folgejahr ging der Betrieb des Tierparks aus der privaten Verwaltung an die Stadt über. Der Eingang bestand aus einem halbrunden Fachwerkbau mit einem Walmdach, welcher während und nach dem Zweiten Weltkrieg als Materiallager genutzt wurde. Nachdem der Tierpark ab 1940 wegen des Zweiten Weltkriegs im Mindestbetrieb geführt wurde, wurde er am 14. Juli 1954 wiedereröffnet. Im Jahr 1957 wurde das Bärengehege mit den beiden Braunbären Puppi und Moritz besetzt; es kamen hier über 50 Bären zur Welt. Von 1978 bis 2001 leitete Norbert Kiebeler (1954–2019) den Tierpark. Ihm folgte Jens Beyer (geb. 1966) im Amt. 2008 übergab die Stadt Senftenberg die Bewirtschaftung an die Integrationswerkstätten gGmbH Niederlausitz. 2009 begann der Bau eines neuen Eingangsbereiches mit Umweltbildungszentrum, die am 18. April 2011 eingeweiht wurden. Im Mai 2012 wurden die letzten Bären in einen Tierpark im Schwarzwald umgesiedelt. 2014 ging die Bewirtschaftung von der Integrationswerkstätten gGmbH Niederlausitz an eine neu gegründete WBS Tierpark-Betriebs GmbH über. 2020 wurde mit Hilfe von Spendengeldern ein Gehege für Varis eingerichtet. Im Laufe der Zeit wurde der Bestand der einheimischen Tiere mit exotischen Exemplaren wie Rhesusaffen, Leoparden und Erdmännchen ergänzt.
Der Tierpark verfügt über einen artenreichen Baumbestand. Der NABU Regionalverband hat in Zusammenarbeit mit dem Tierpark einen Baumlehrpfad angelegt und am 6. August 2020 eröffnet. An 24 ausgewählten Bäumen wurden mehrfarbige Tafeln aufgestellt, die den jeweiligen Baum mit Bildern und kurzen Texten vorstellen.